# ヘキサフルオロアセトン
ヘキサフルオロアセトン (hexafluoroacetone) は分子式 C3F6O で表される有機フッ素化合物である。IUPAC名は 1,1,1,3,3,3-ヘキサフルオロプロパン-2-オン  1,1,1,3,3,3-hexafluoropropan-2-one。ペルフルオロアセトン (perfluoroacetone) とも呼ばれる。アセトンの水素原子をすべてフッ素原子で置換した構造を持つ。反応性はアセトンと大きく異なる。無色の気体で、吸湿性があり、不燃性である。特徴的な悪臭を持つ。水和物の形で市販される。

## 合成
ヘキサフルオロプロペンから2段階で製造される。まずフッ化カリウム KF を触媒としてヘキサフルオロプロペンと単体硫黄を反応させ 1,3-ジチエット {\displaystyle {\ce {[(CF3)2CS]2}}} とし、次にヨウ素酸塩でこれを酸化してヘキサフルオロアセトン {\displaystyle {\ce {(CF3)2C=O}}} を得る。

## 反応
求電子剤として高い反応性を示し、水溶液中では 1,1-ジオール型の水和物を形成する。
{\displaystyle {\ce {{(CF3)2C=O}+ H2O <=> (CF3)2C(OH)2}}}
平衡定数はおよそ 106 であり、アセトンの同様な反応に対し 109 倍、上式の平衡が右に偏る。ヘキサフルオロアセトン水和物の水素原子は酸性度が高く、ほとんどの金属と反応して水素 H2 を発生する。アルカリとは激しく反応する。
アンモニア NH3 と反応させると付加物 {\displaystyle {\ce {(CF3)2C(OH)NH2}}} を与え、これを塩化ホスホリルで脱水するとイミン {\displaystyle {\ce {(CF3)2C=NH}}} が得られる。